# Volframhexafluorid
Volframhexafluorid eller Volfram(IV)fluorid (WF6) är en giftig och frätande gas med mycket hög densitet. Ämnet används inom halvledarindustrin för att skapa tunna yttre skikt av volfram.

## Framställning
Framställningen av volframhexafluorid sker genom att låta ren volfram reagera med fluorgas vid en temperatur mellan 350 och 400 °C. Processen kan beskrivas genom följande reaktionsformel:
{\displaystyle {\ce {W + 3F2 -> WF6}}}

## Egenskaper
Volframhexafluorid har en av de högsta densiteterna bland gaser (13 kg/m3), mer än tio gånger högre densitet än luft. Ämnet kondenserar vid 17,5 °C till en ljusgul vätska som fryser till ett vitt, fast ämne vid 2,5 °C. Gasen är mycket giftig och frätande. I kontakt med vatten sker hydrolys, där vätefluorid bildas: 
{\displaystyle {\ce {WF6 + H2O-> WOF4 + 2HF}}}
Ämnet kan tillsammans med kisel  användas för att framställa ren volfram enligt följande process: 
{\displaystyle {\ce {2WF6 + 3Si -> 2W + 3 SiF4}}}

## Användning
Volframhexafluorid används huvudsakligen vid tillverkningen av halvledare. Ämnet skapar ett tunt lager av volfram ovanpå halvledarskivan genom att reagera med kisel. Volfram är ett ledande material som möjliggör elektriska förbindelser mellan olika komponenter.